# Sống chung không đăng ký ở Israel
Israel đã cấp sống thử cho cặp đôi đồng giới từ năm 1994, dưới hình thức hôn nhân theo luật chung, một tình trạng cho đến lúc đó chỉ được mở rộng cho các cặp đôi khác giới. Sau các vụ kiện, các cặp đồng giới được hưởng một số lợi ích vợ chồng (1994–1996) và quyền của các đối tác đồng giới của nhân viên phục vụ dân sự đối với các lợi ích còn sống (1998).
Bảo hiểm các công ty công nhận các đối tác đồng giới liên quan đến việc làm được bảo đảm của người quá cố bồi thường lợi ích cho đối tác còn sống (1999). Viện bảo hiểm quốc gia (Ha-Mossad le-Bitauach Leumi) chính thức công nhận đồng Thói quen và cấp tất cả các quyền lương hưu, người sống sót và góa phụ của người bạn cùng giới của người chết (2000), cha mẹ không sinh học có thể đăng ký giám hộ của con của họ (2001); Tháng 1 năm 2005 tòa án tối cao phán quyết đã giúp đối tác có thể hợp pháp nhận con nuôi một đứa con ruột của bạn tình đồng giới.
Các thành viên nước ngoài của Israel LGBT công dân thường được quyền áp dụng giấy phép cư trú. Ủy ban Dịch vụ Dân sự cấp trợ cấp vợ chồng và lương hưu cho các đối tác của nhân viên đồng tính. Văn phòng Luật sư Nhà nước Israel áp dụng miễn trừ cho vợ hoặc chồng. Thuế chuyển nhượng tài sản cho các cặp đồng giới. Tổng chưởng lý của Israel đã thừa nhận sự công nhận hợp pháp đối với các cặp đồng giới trong các vấn đề tài chính và kinh doanh khác. Tổng chưởng lý Menachem Mazuz trả lời họ là đơn vị pháp lý về thuế, bất động sản và mục đích tài chính. Mazuz đưa ra quyết định của mình bằng cách từ chối kháng cáo của tòa án quận trong một vụ án thừa kế công nhận tính hợp pháp của một hôn nhân đồng giới, văn phòng của ông nói trong một tuyên bố. Tuy nhiên, Mazuz đã phân biệt giữa việc công nhận các cặp đồng giới vì mục đích tài chính và thực tế, như ông đã làm và thay đổi luật để chính thức xử phạt các cặp, đó sẽ là một vấn đề đối với quốc hội, theo tuyên bố.
Thành phố Tel Aviv công nhận các cặp vợ chồng chưa kết hôn, bao gồm cả đồng tính nam và đồng tính nữ, là đơn vị gia đình và cho họ giảm giá cho dịch vụ thành phố. Theo luật pháp, các cặp vợ chồng chưa kết hôn đủ điều kiện được giảm giá như nhau khi chăm sóc ban ngày và sử dụng Hồ bơi, cơ sở thể thao và các hoạt động do thành phố tài trợ khác mà các cặp vợ chồng thích.